# ヴィニシウス・モレイラ・ジ・リマ
リマ（Lima）ことヴィニシウス・モレイラ・ジ・リマ（ポルトガル語: Vinicius Moreira de Lima、1996年6月11日 - ）は、ブラジルのサッカー選手。ポジションはMF。

## クラブ歴
タナビECの下部組織からグレミオFBPAに2013年に移った。2015年7月17日にセグンダ・ディビシオンのRCDマヨルカに1年のレンタルを経験した。当初はマヨルカのトップチームに割り当てられていたが登録はされず、2016年1月にテルセーラ・ディビシオンのBチームに割り当てられた。1月31日に初出場した。
2016年7月にマヨルカの100万ユーロのオファーを蹴って帰還。トップチームにも登録されるようになり、2017年3月2日にトップチーム初出場。5月28日にはニコラス・カレカと交代しカンピオナート・ブラジレイロ・セリエA初出場。その後、セアラーSCへのレンタル移籍をした。

## タイトル
グレミオ
- レコパ・スダメリカーナ: 2018
- カンピオナート・ガウショ: 2018